# Образотворче мистецтво Аргентини

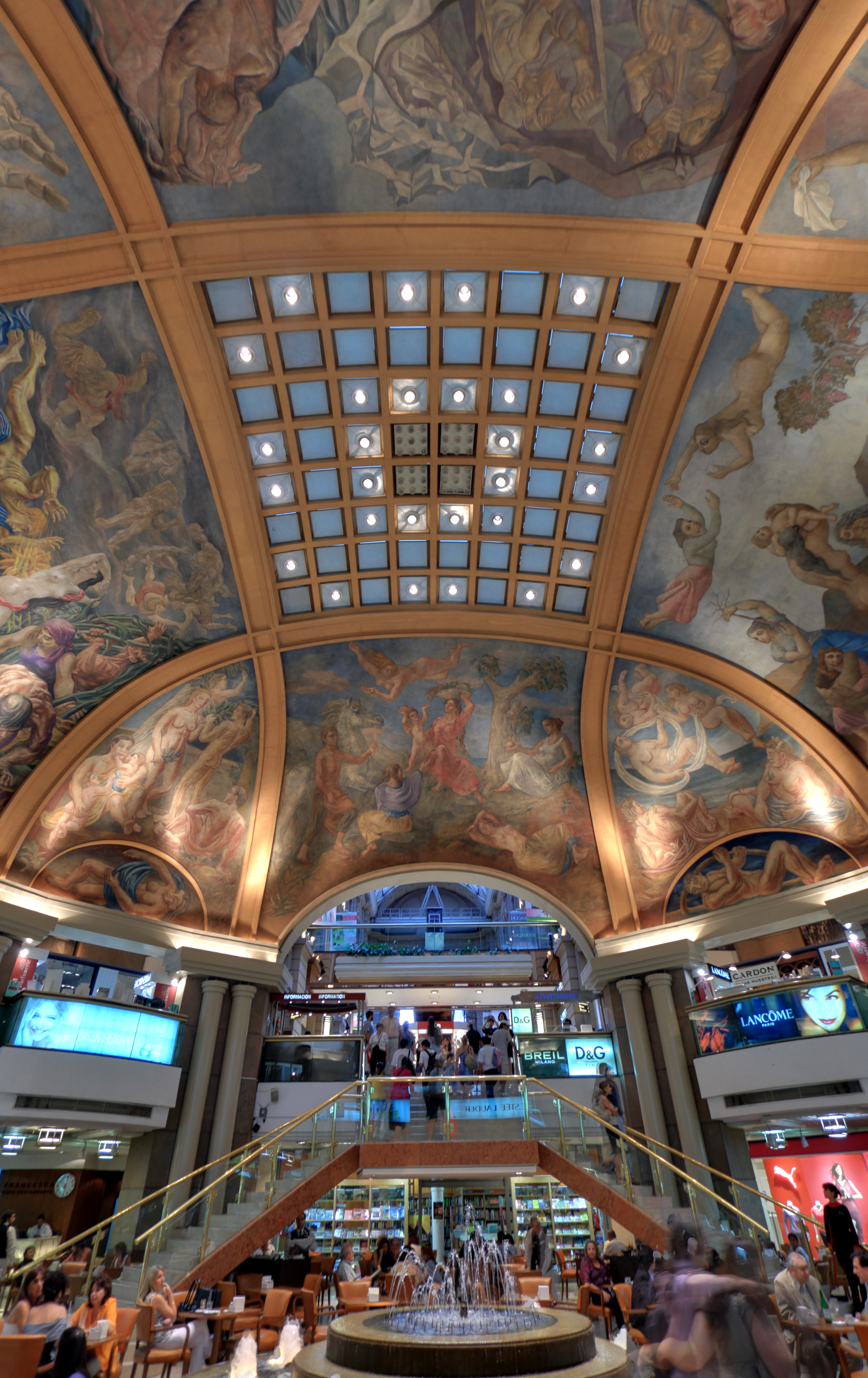
Фрески Галереї Пасіфіко у Буенос-Айресі

## Доколумбові часи
Однією з найдавніших відомих мистецьких знахідок на території Аргентини є палеолітичні малюнки у печері Куева-де-лас-Манос (провінція Санта-Крус), занесені до Світової спадщини ЮНЕСКО. На схилах пагорбів Колорадо, Веладеро, Інтіуасі і Десмонте на північ від Кордови знайдено понад 35 тисяч доісторичних малюнків, які також становлять велику історичну цінність.
До приходу європейців на землі сучасної Аргентини на цій території існували розвинені індіанські культури. На північному заході існували культури Кондоруасі (400 р. до н. е. — 700 р. н. е.), Ла Агвада (650—950 роки н. е.), Санта Марія (1200—1470), які мали розвинене мистецтво малюнку, кераміки, скульптури.

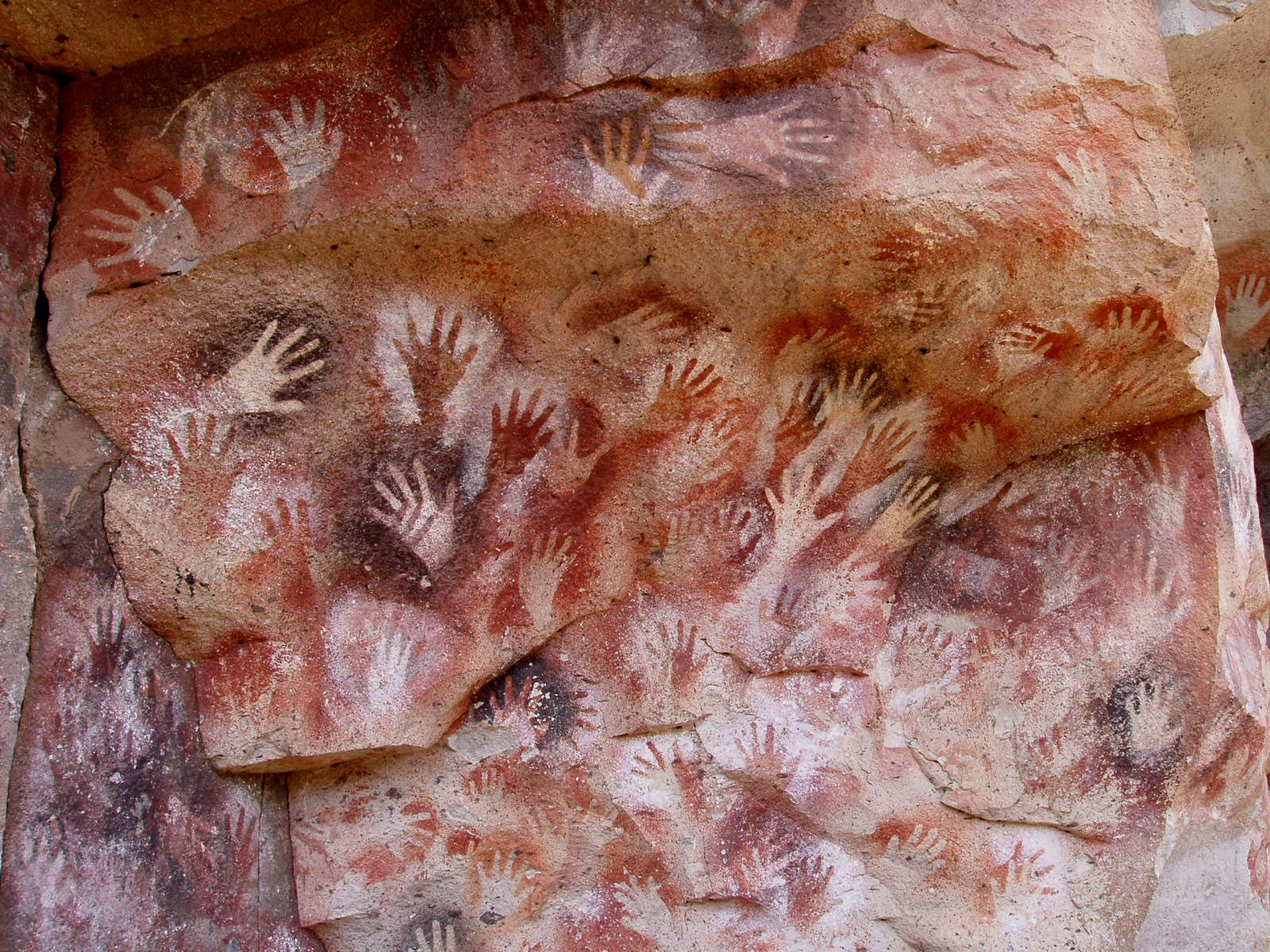
Куева-де-лас-Манос
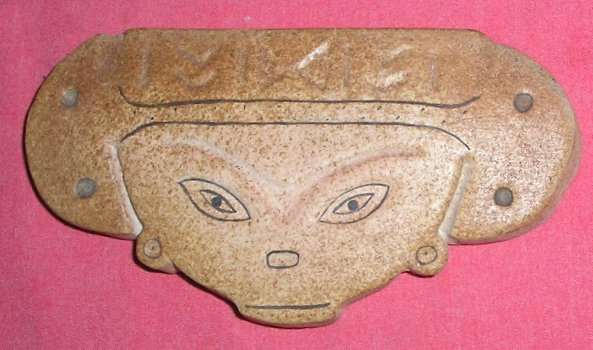
Воїн-кішка. Культура Ла Агвада, 650-950 рр.
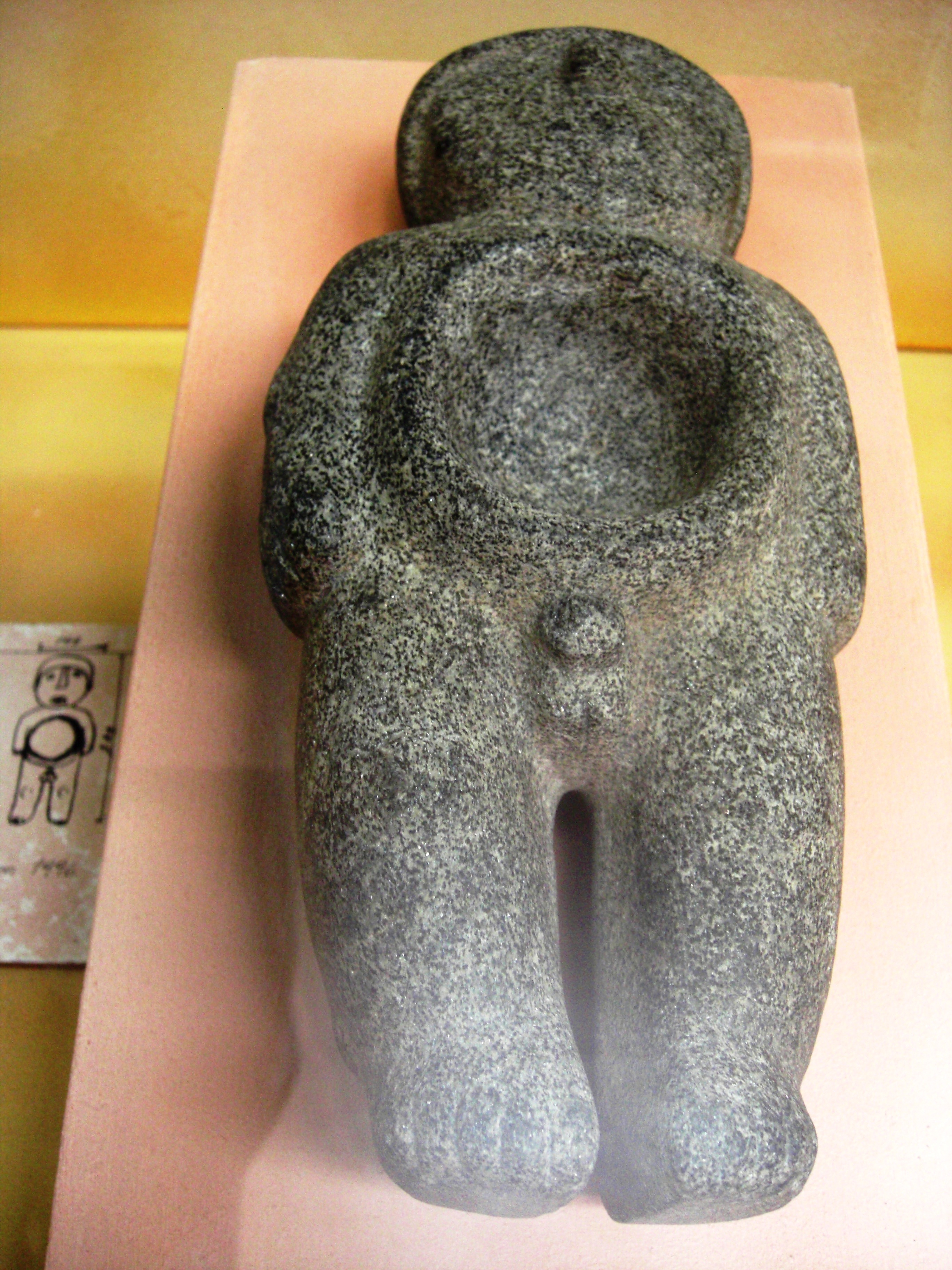
Статуетка культури Кондоруасі, 200-350 рр.

## Колоніальний період

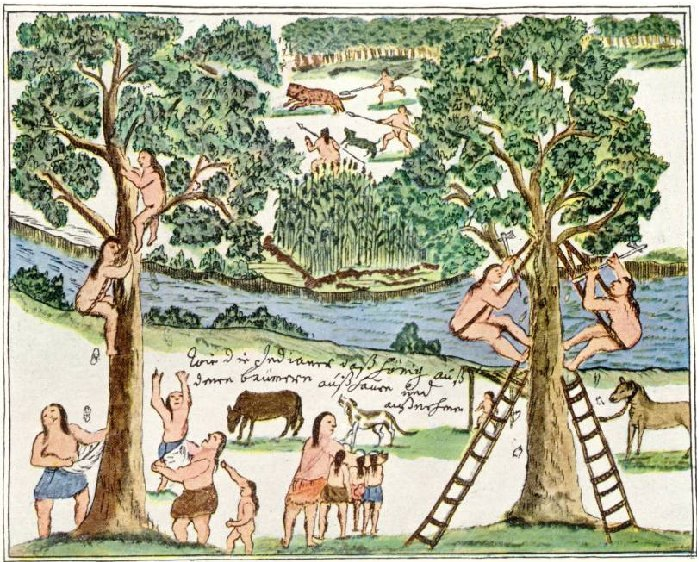
«Добуваючи мед» (1749—1767), Флоріан Пауке

Впродовж колоніального періоду історії Аргентини розвивалося переважно релігійне мистецтво. Значну частину оздоблення церков виконували похрещені індіанці та чорношкірі раби на службі релігійних орденів, що залишило на ньому помітний відбиток: часто традиційні християнські сюжети поєднувалися з  віруваннями місцевих жителів. На північному заході земель, що складають сучасну Аргентину, а особливо у провінції Жужуй, поширення набула кускська школа з характерними зображеннями ангелів-аркебузирів і трикутних образів (синкретизм культів Діви Марії і Пачамами).
Іншою важливою течією у колоніальному мистецтві було зображення щойно досліджених земель колонізаторами, місіонерами і натуралістами. Яскравим прикладом цієї течії є малюнки й акварелі німецького єзуїта Флоріана Пауке (1719—1789).

## XIX століття
Внаслідок відкриття кордонів і значної імміграції в Аргентину у XIX столітті її мистецтво зазнало сильного впливу мистецьких течій з інших країн, переважно європейських. Серед іноземних митців, які оселилися і творили в Аргентині, слід відзначити англійського мариніста-аквареліста Емеріха Ессекса Відаля (1791—1861), француза Шарля Анрі Пеллегріні (1800—1875), графіка й аквареліста Адольфо Д'Астреля (1805—1875), літографа Сесара Іполіто Бакле (1790—1838).
На 1830-ті роки припадає початок кар'єри Карлоса Мореля (1813—1894), якого вважають першим стовідсотково аргентинським художником. Трохи згодом починають творити Прілідьяно Пуейрредон (1823—1870) і Кандідо Лопес (1840—1902), у полотнах яких переважають теми життя гаучо і тогочасних війн в Аргентині.
У середині XIX ст. формуються перші мистецькі інституції країни: Товариство сприяння образотворчому мистецтву і Національний музей витончених мистецтв, першим директором якого став художник Едуардо Шіаффіно.
Велика хвиля європейської імміграції у 1870—1930 роках закріпила тісні зв'язки між аргентинським мистецтвом і європейським, перш за все італійським. Едуардо Сіворі (1847—1918) привніс в аргентинське мистецтво течію натуралізму. За ним слідували Рейнальдо Хьюдісі (1853—1927) і Ернесто де ла Каркова (1866—1927). Анхель Делья Вальє (1852—1903) розвинув у своїх полотнах теми опису побуту селян.

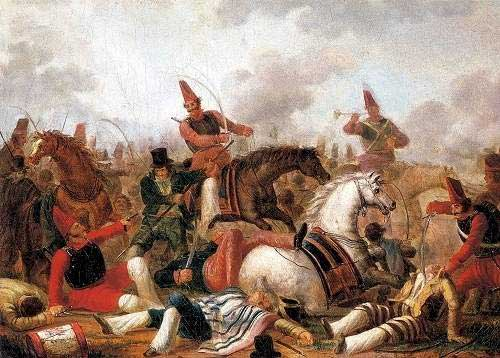
"Кавалерійський бій епохи Росаса" (1830) Карлос Морель
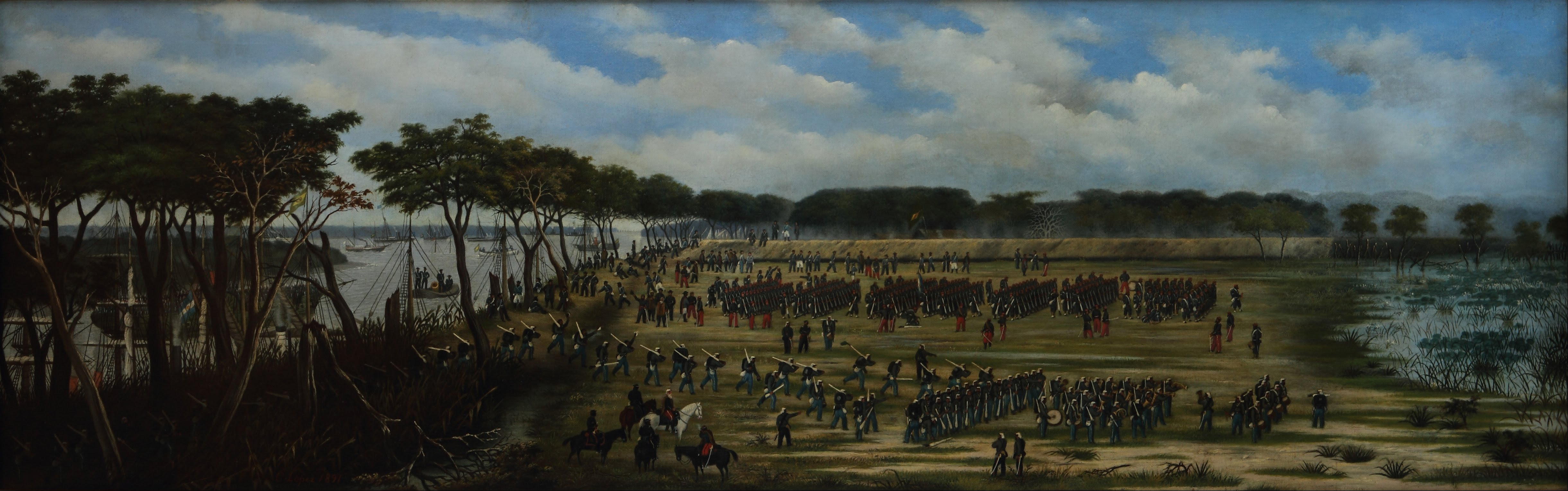
"Висадка союзних військ" (ca. 1860) Кандідо Лопес
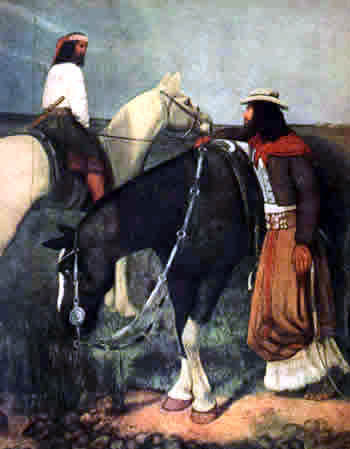
"Десятник і робітник у полі" (1864) Прілідьяно Пуейрредон
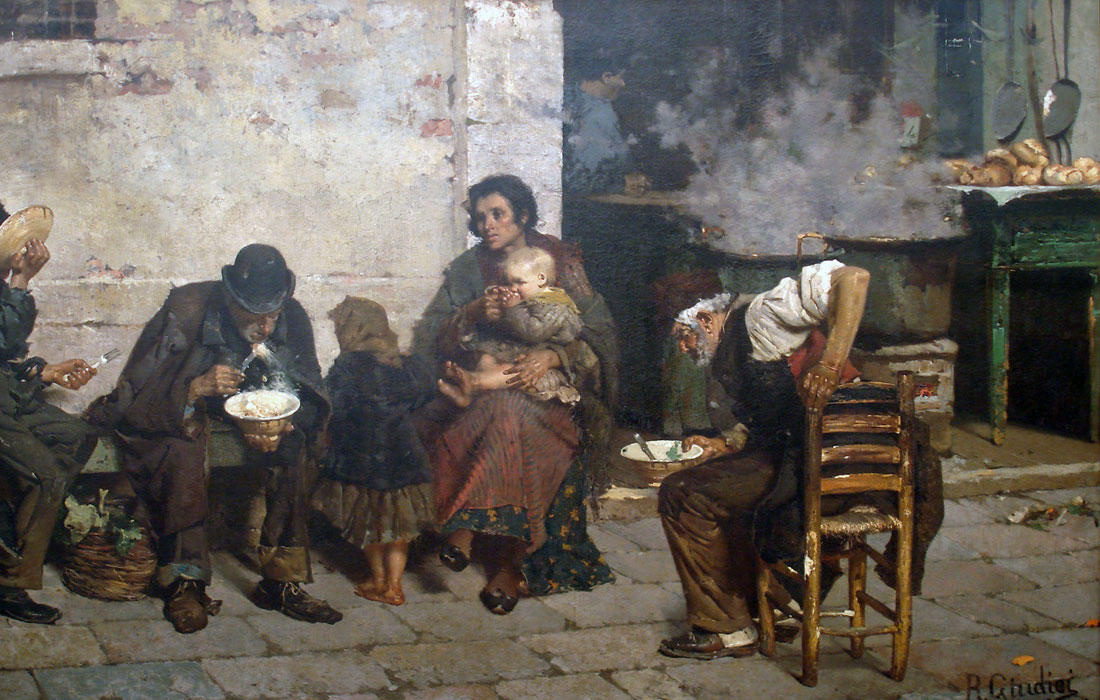
"Бідняцький суп" (1884) Рейнальдо Хьюдісі
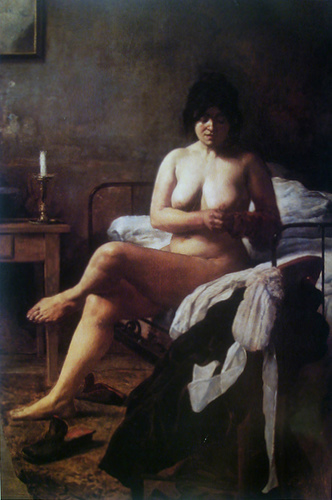
"Ранок служниці" (1887) Едуардо Сіворі
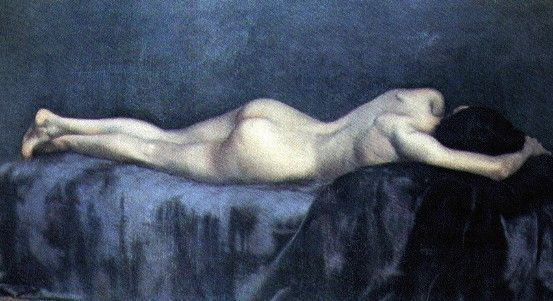
"Відпочинок" (1889) Едуардо Шіаффіно
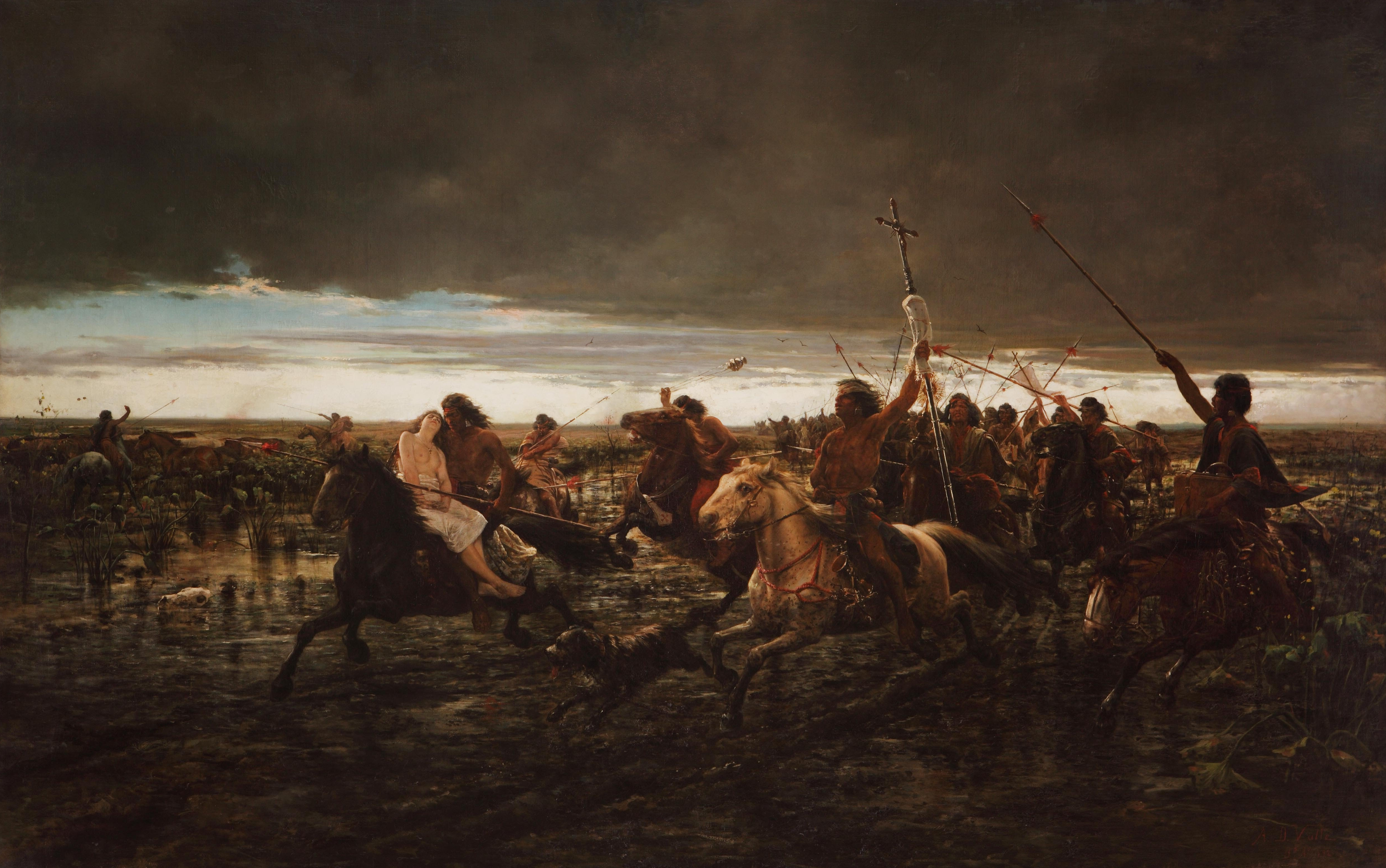
"Набіг індіанців" (1892) Анхель Делья Вальє
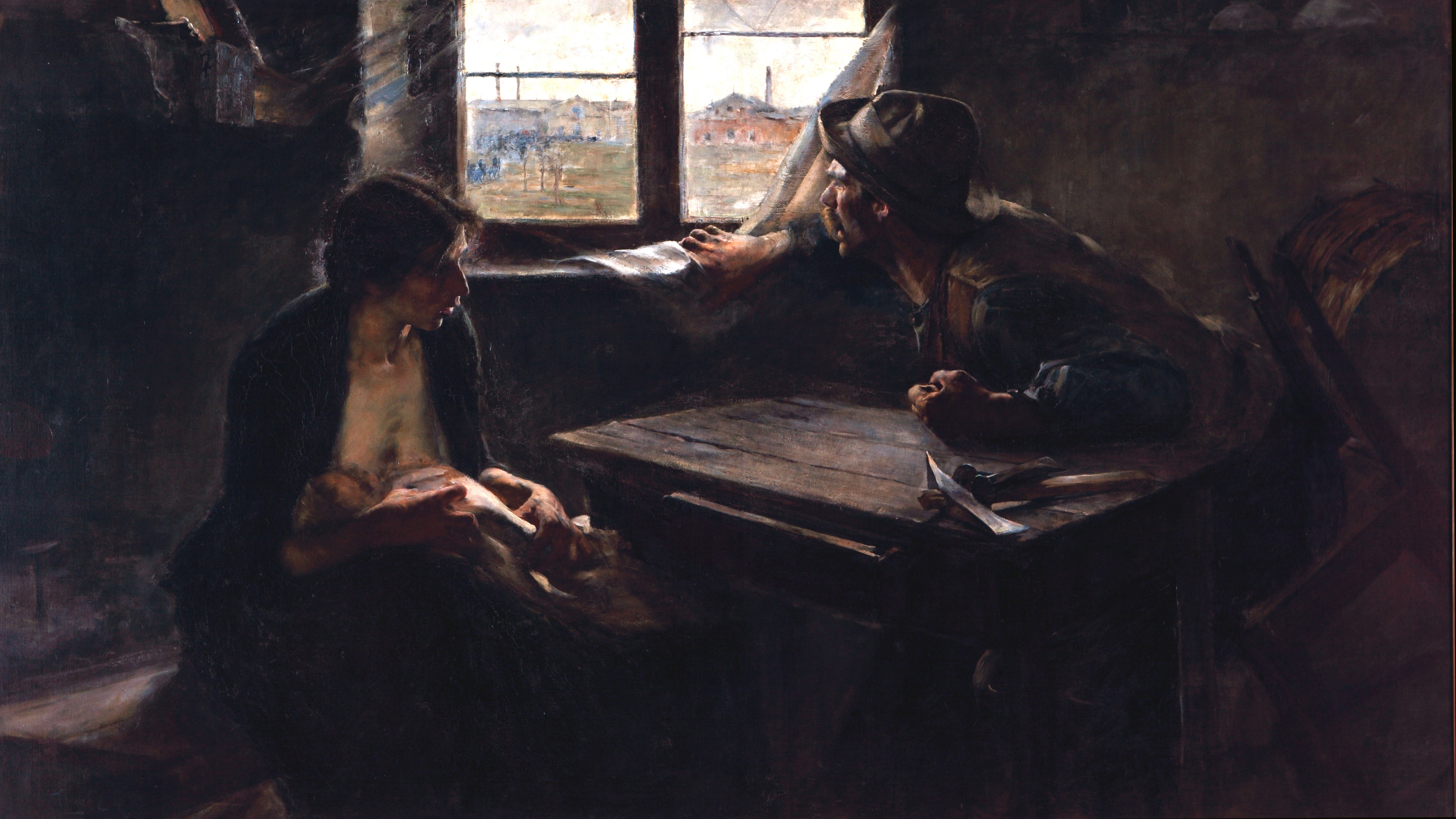
"Без хлібу і без роботи" (1892-1893) Ернесто де ла Каркова

## ХХ століття

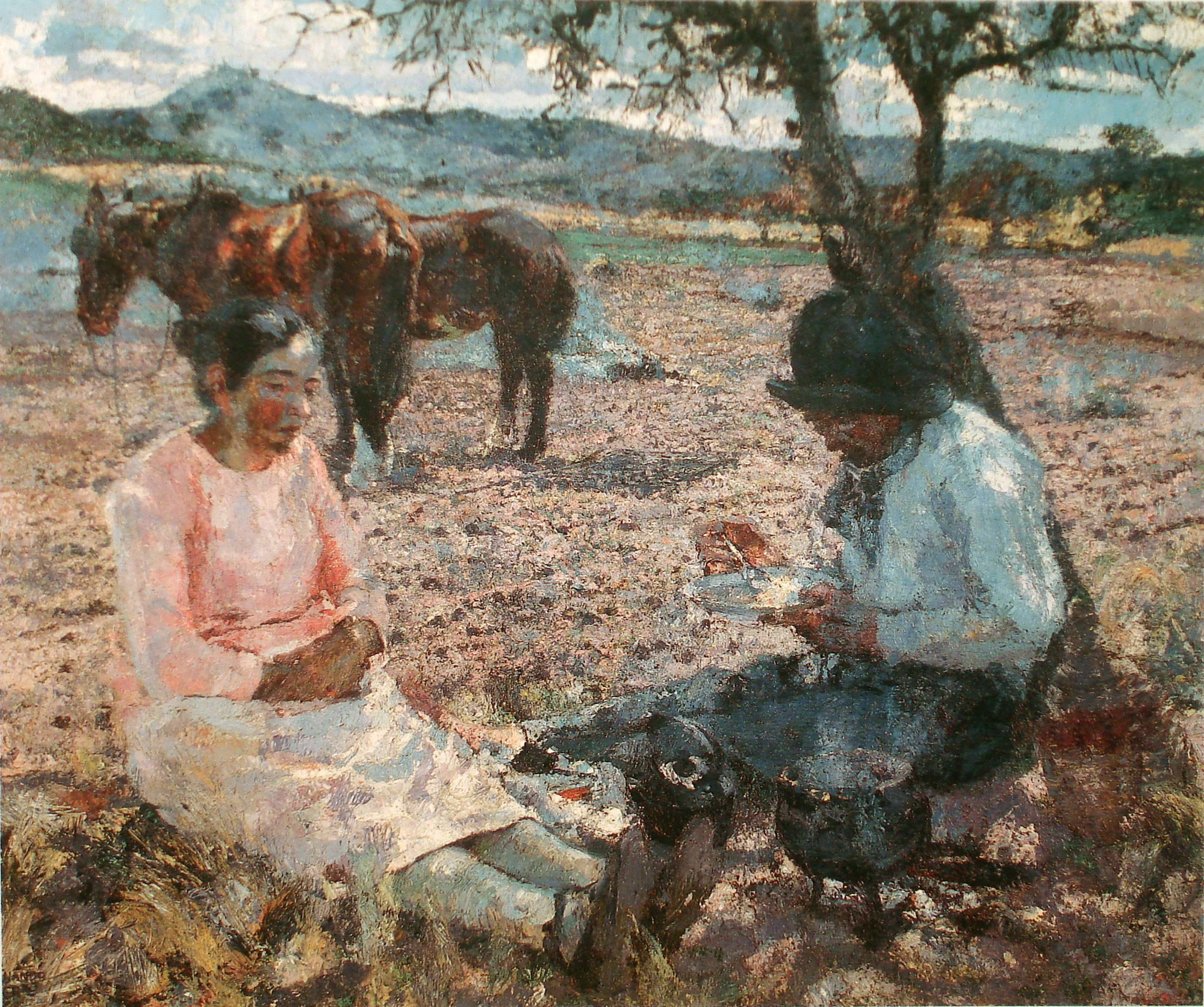
«Масаморра», Фернандо Фадер

Початок XX ст. відзначився появою імпресіонізму в Аргентині. Перша виставка у цьому жанрі відбулася 1902 року силами художника Мартіна Малярро (1865—1911). Іншими відомими імпресіоністами були Фаустіно Бругетті (1877—1956), Вальтер де Навасьйо (1887—1919) і Рамон Сільва (1890—1919). Значний внесок у живопис початку століття також зробив Фернандо Фадер (1882—1935) і група Nexus.

### Перший авангард
З впровадженням ліберальних реформ (загальні вибори, університетська реформа тощо) у Латинській Америці і Аргентині зокрема розпочався стрімкий розвиток культури і мистецтва. Почали з'являтися об'єднання митців, найбільшими серед яких були:

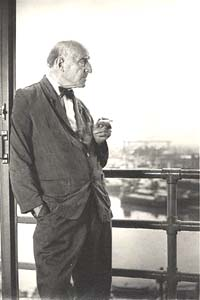
Беніто Кінтела Мартін (1890—1977) з групи Ла Бока

- Група Флорида, до якої входили Акілес Баді, Ектор Басальдуа, Антоніо Берні, Нора Борхес, Орасіо Бутлер, Еміліо Сентуріон, Хуан дель Прете, Ракель Форнер, Рамон Гомес Корнет, Альфредо Гуттеро, Еміліо Петторуті, Хуль Солар і Ліно Енеас Спілімберго. Характеризується акцентом на естетиці творів. Члени групи переважно належали до вищого і середнього класів. Звичайним місцем їх зустрічей було кафе «Richmond» на центральній столичній вулиці Флорида, звідки й походить назва групи.
- Група Боедо, до якої належали Хосе Арато, Адольфо Бельйок, Гільєрмо Ебекер і Абраам Віго. Центральною темою їх творчості були соціальні питання і класова боротьба. Члени групи були соціалістами і мали майстерні на вулиці Боедо у робочих передмістях міста, звідки й походить їх назва.
- Група Ла Боки, до якої належали Віктор Кунсоло, Еухеніо Данері, Фортунато Лакамера, Альфредо Лаццарі, Беніто Кінтела Мартін і Мігель Карлос Вікторіка. Збиралася у столичному районі Ла Бока і представляла інтереси італійських мігрантів.

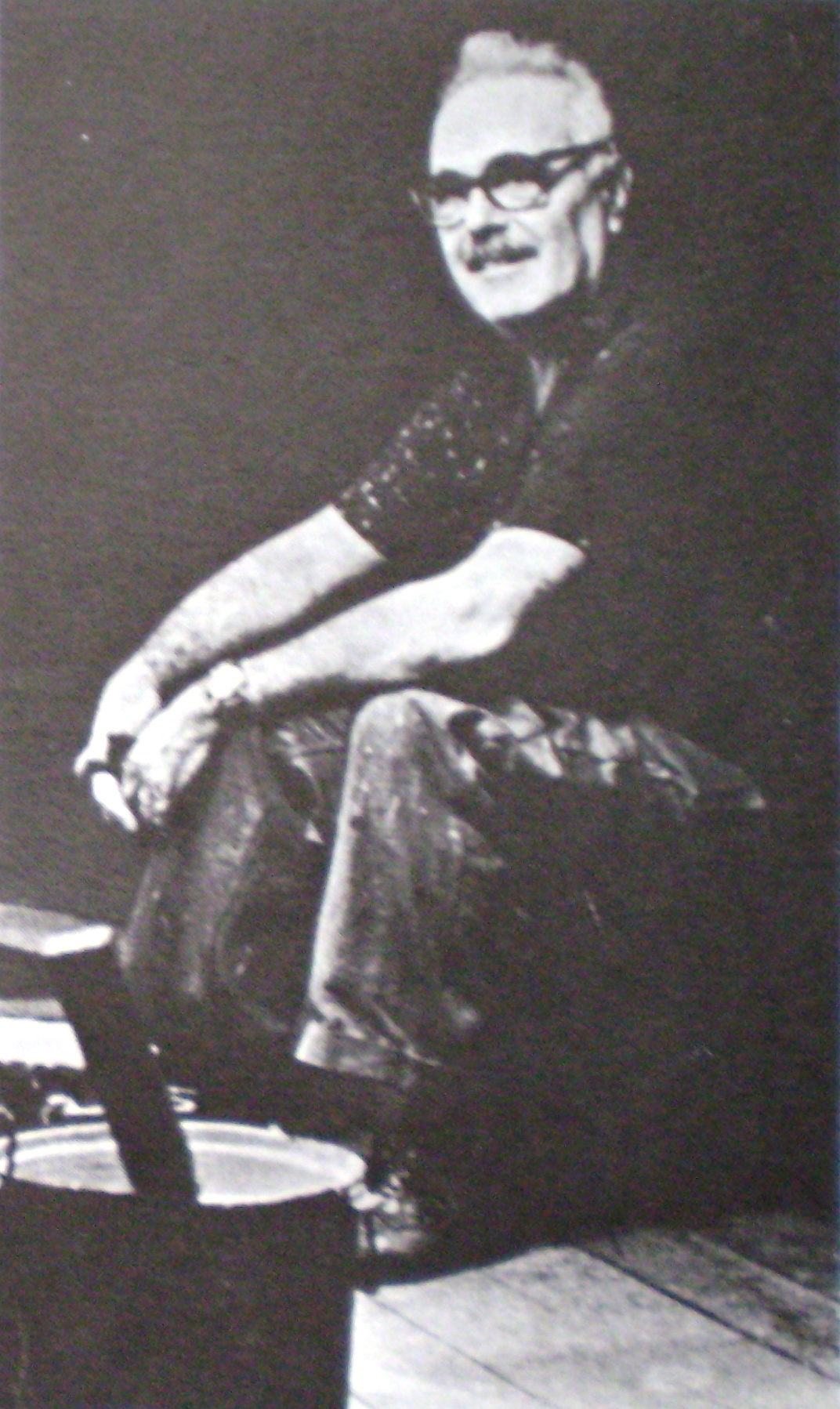
Рауль Сольді (1905—1994), автор розпису стелі Театр Колумба

### Другий авангард
Друга хвиля новаторства в аргентинському образотворчому мистецтві припадає на 1930-ті роки. Найбільшими мистецькими угрупованнями і течіями тих часів були:
- Група Оріон, до якої входили Луїс Барраган, Вісенте Форте і Леопольдо Фресас та інші
- Чуттєвий живопис, який характеризувався кольору як інструменту впливу на емоції. Головним представником цього руху є Рауль Сольді, також слід відзначити таких художників як Мігель Карлос Вікторіка, Рауль Руссо, Еухеніо Данері, Естебан Семіно і Мігель Дьйомеде.
- Наївний живопис, який не зачіпав громадські чи соціальні конфлікти. Представниками є Луїс Сентуріон і Нора Борхес.
- Неореалізм, який частково продовжував лінію групи Боедо, але з авангардистськими нотками. Представниками є Карлос Алонсо, Антоніо Берні, Хуан Карлос Кастаньїно, Деметріо Урручуа, Енріке Полікастро. До цієї течії також відносять Флоренсіо Моліна Кампос, який поєднував соціальні, наївні і чуттєві техніки, іМедардо Пантоха, який використовував у своїй творчості індіанські мотиви.
- Тукуманська школа настінного живопису, організована 1948 року при Національному університеті Тукуману під керівництвом Ліно Енеса Спілімберго і Гідо Парпаньйолі. Визначними представниками є Лоте і Матила Гика. До школи також приєдналися скульптор Лоренсо Домінгес Вільяр, гравер Віктор Ребуффо, Педро Сурро, Рамон Гомес Корнет, Лахос Шалай, Ауреліо Салас, Карлос Алонсо, Хуан Карлос де ла Мотта, Едуардо Аудіверт, Леонор Вассена, Альфредо Портільйос, Медародо Пантоха, Луїс Лобо де ла Вега, Мерседес Ромеро, Ньєто Паласьйос та інші.

### «Сучасні художники»
Назву «Сучасні художники» носила група аргентинських митців, які розвивали стиль необразного конструктивізму, хоча не були у повній мірі абстракціоністами. До цієї групи належали Хуліо Барраган, Луїс Сеоане, Карлос Торральярдона, Луїс Акіно, Атіліо Малінверно і Альфредо Грамахо Гутьєррес.

### Абстрактне мистецтво
Першим представником абстракціонізму в Аргентині був Хуан Дель Прете (який пізніше став також творцем місцевого кубофутуризму), але справжній розвиток ця течія отримала у 1940-х роках, починаючи конкретизму. Серед представників цього жанру слід відзначити Томаса Мальдонадо.

### Рух Маді
У 1946 році з представників абстракціонізму у Буенос-Айресі сформувався Рух Маді, «єдиний культурний рух, який мав міжнародний резонанс, створений у Буенос-Айресі». Його заснували Гьюла Косіце і Кармело Арден Кін. Членами руху були Род Ротфусс, Мартін Блашко, Вальдо Лонго, Дії Лаань.

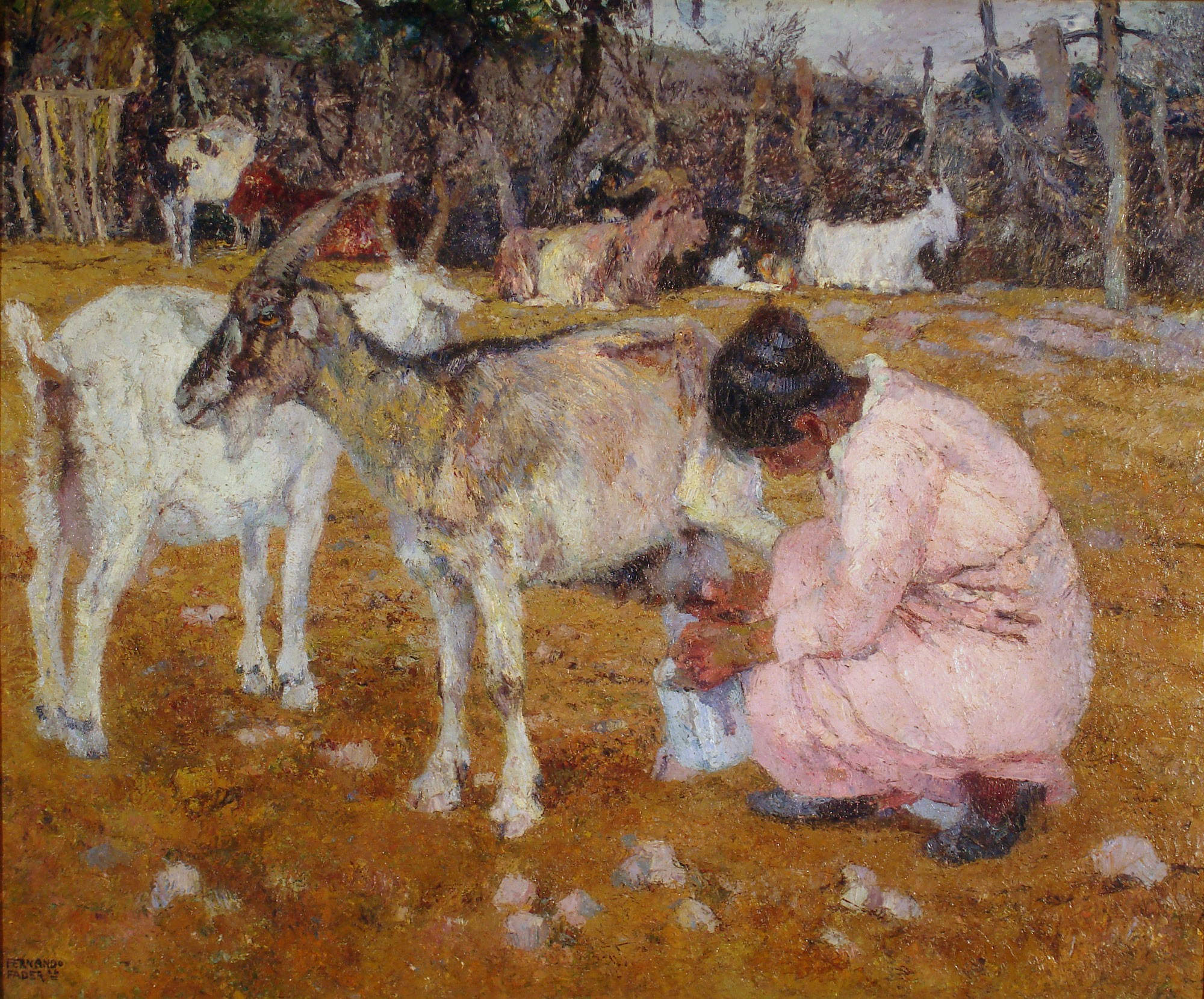
"Загін для кіз" (1926) Фернандо Фадер
"Братство" (1946) Деметріо Урручуа
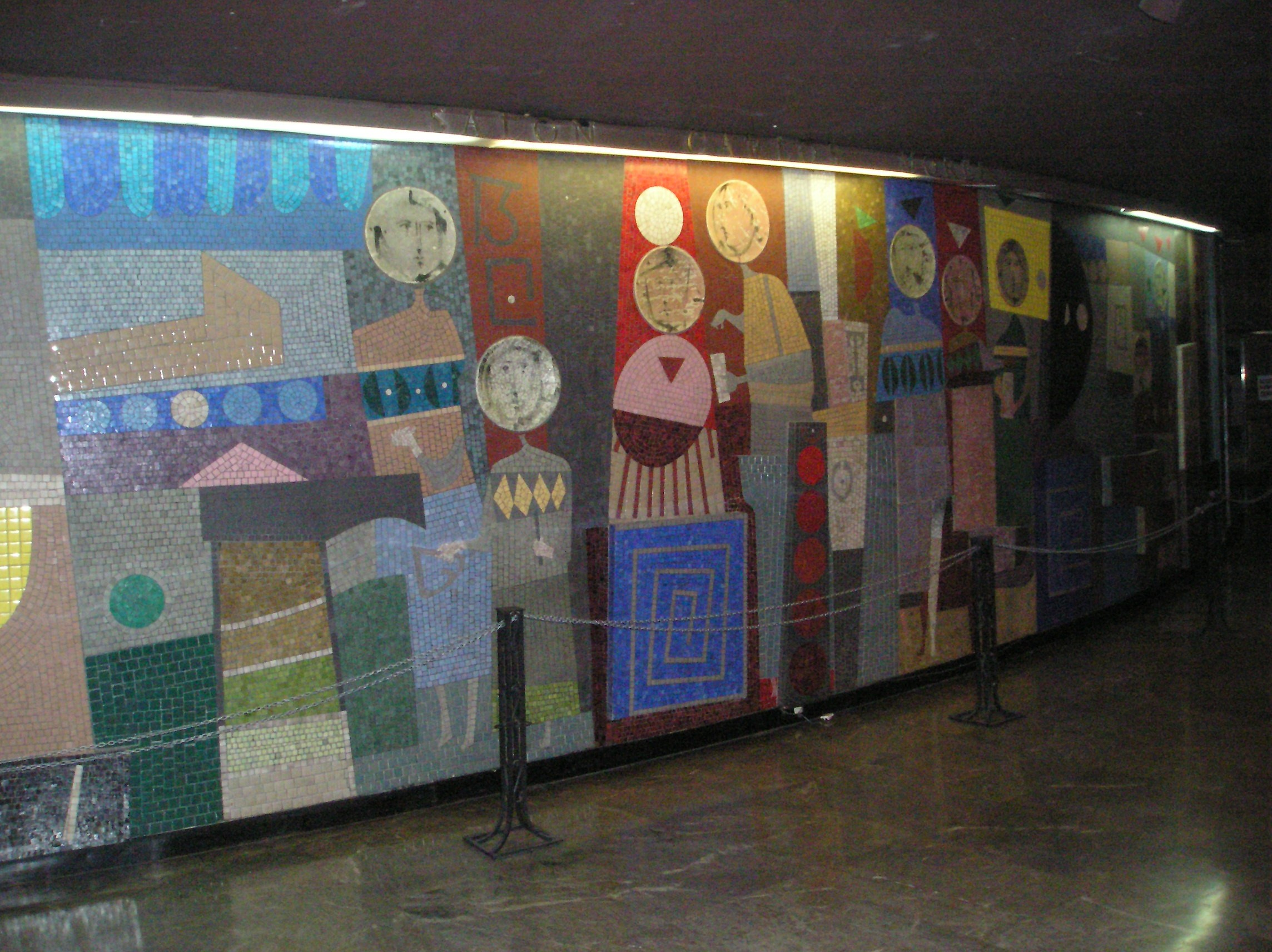
Хуан Батльє Планас, мураль у Театрі Сан-Мартіна у Буенос-Айресі
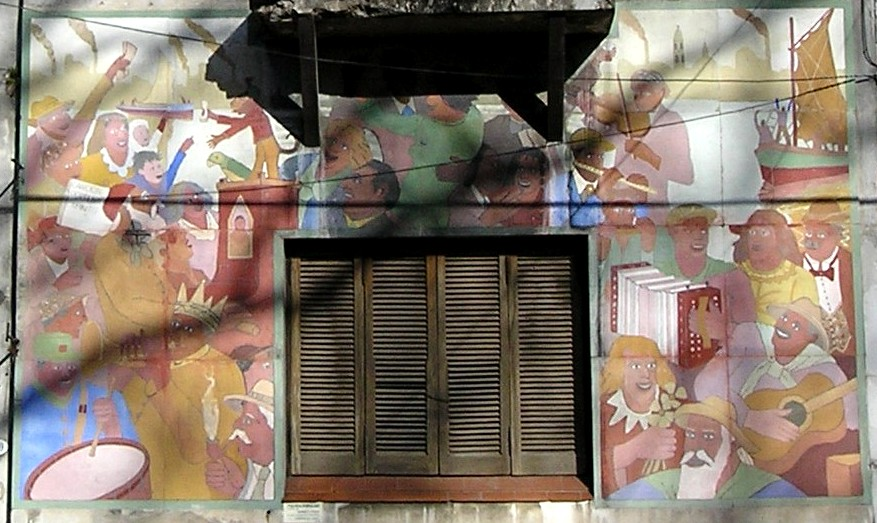
Беніто Кінтела Мартін, "Народна пісня"

## Сучасність

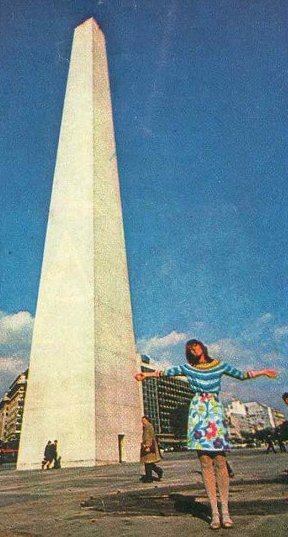
1965: Марта Мінухін

Сучасне образотворче мистецтво Аргентини характеризується тенденціями нової образності, поп-арту, неосюрреалізму, гіперреалізму, системного мистецтва, неоабстракціонізму, кінетизму.
Течія нової образності сформувалася у 1960-х роках. Її представниками є Хорхе де ла Вега, Ромуло Масіо, Луїс Феліпе Ное, Антоніо Сегі, Мігель Давіло, Хуан Карлос Дістефано, Альберто Січетті.
До аргентинського неосюрреалізму відносять художників Гільєрмо Ру і Роберто Айсенберга, які за допомогою технік сюрреалізму намагаються виразити людські емоції, соціальні і політичні конфлікти у суспільстві.
Група Спартак, до якої входять Рікардо Карпані, Хуан Мануель Санчес і Маріо Мольярі, намагається поєднувати соціальні ідеї і традиції латиноамериканського мистецтва.
З 1970-х років розвивається течія системного мистецтва, також відомого як концептуальне, екологічне, бідне, кібернетичне. Представниками цієї течії є Луїс Фернандо Бенедіт, Ніколас Дермісаче і Леа Лублін.
Найзначнішим представником мистецького хепенінгу є Марта Мінухін, засновниця течії «Ефемерне мистецтво».
В останні десятиліття набуває значимості художник Леон Феррарі, володар Золотого лева Венеційського бієнале 2007, який вважається одним із 5 найважливіших живих художників світу.
У певних колах популярністю користуються роботи Бенхаміна Соларі Парравісіні, які поєднують техніку автоматичного письма і химерні підписи, які багато хто вважає пророчими.